# Chialamberto
Chialamberto (piemontesisch und frankoprovenzalisch Cialambèrt, französisch Chalambert) ist eine Gemeinde in der italienischen Metropolitanstadt Turin (TO), Region Piemont.

## Lage und Einwohner
Chialamberto liegt knapp 50 km nordwestlich von Turin im alpinen Valli di Lanzo. Das Gemeindegebiet umfasst eine Fläche von 35 km² und hat 335 Einwohner (Stand 31. Dezember 2023).
Chialamberto ist Mitglied in der Bergkommune Comunità Montana Valli di Lanzo.
Die Nachbargemeinden sind Locana, Noasca, Groscavallo, Cantoira, Ceres und Ala di Stura.

## Geschichte

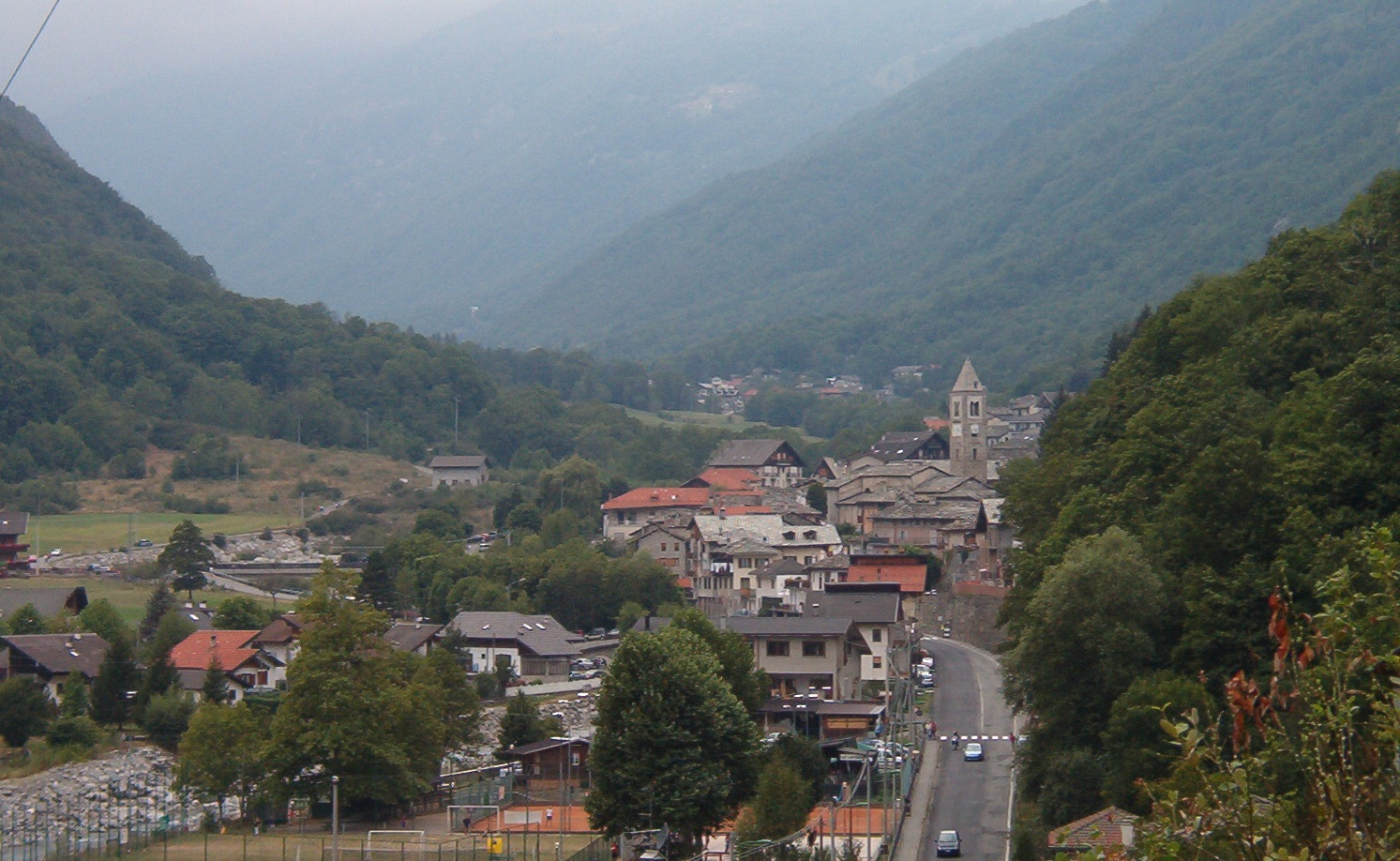
Panorama

Im 14. Jahrhundert wurde Chialamberto das erste Mal erwähnt. Bis zum 30. September 1831 war die heutige Gemeinde Chialamberto in drei Gemeinden unterteilt: Vonzo, Mottera und Chialamberto. Letztere war zwar weniger besiedelt als die beiden anderen, dank ihrer zentralen Lage und der Tatsache, dass sie die Hauptgemeinde war, wurde es zur Stadthauptstadt.